# Bartholomæus Deichman
Bartholomæus Deichman (eller Deichmann) (5. februar 1671 i København – 16. april 1731 i Kristiania) var en dansk-norsk biskop, far til Carl Deichman.

## Biografi
Han nåede hurtig frem på den teologiske løbebane. I sit 22. år blev han feltpræst ved de danske hjælpetropper, der kæmpede med i kong Vilhelm 3. af Englands hær mod Frankrig i 1693. Efter 3 års tjeneste her blev han hofprædikant og skriftefader hos prins Carl, med hvem han kom udenlands i 3 år. 1699 kom han tilbage og blev da efter en række mærkelige forflyttelser biskop i Viborg (1700). I denne stilling lagde han uden tvivl adskillig dygtighed for dagen, men i øvrigt blev der fældet de forskelligste domme om hans embedsførelse.
Hans livs hovedvirksomhed faldt imidlertid i Kristiania, hvor han blev biskop 1713. Her kastede han sig over en mængde også rent verdslige sager og havde stor indflydelse ved hoffet, da han forstod at vinde Frederik IV's dronning, Anna Sofies yndest. 1724 skrev han et brev til kongen til forsvar for det norske folk, hvor han skildrede dets tapperhed og offervillighed under krigen og dets hårde lidelser.
For at indynde sig hos kongen og skaffe penge i statskassen gennemførte han salget af de norske kirker, fra et kirkeligt synspunkt en højst uheldig og lidet biskoppelig foranstaltning. Præstegårdene fik han dog ikke solgt. Han benyttede sit forsæde i den 1724 nedsatte gehejmekommission (mod de embedsmænd, der havde taget mod "Skænk og Gave") til at hævne sig på sine personlige fjender.
Tronskiftet 1730 medførte imidlertid biskoppens bratte fald. Han blev suspenderet og snart efter afsat, ja endog berøvet det nådsensår, der tilkom ham. Den retslige undersøgelse, som Deichmann forlangte, bragte dog ikke noget for lyset, der kunde berettige en sådan fremgangsmåde. Imidlertid døde han, vistnok for en del nedtrykt over sin hårde skæbne.